# Serie A 1989 (Ecuador)
La Serie A 1989 è stata la 31ª edizione della massima serie del campionato di calcio dell'Ecuador, ed è stata vinta dal Barcelona, giunto al suo decimo titolo.

## Formula
I 12 partecipanti disputano la prima fase in un girone all'italiana; l'ultima classificata viene retrocessa, mentre le prime 4 avanzano alla fase finale. Nella seconda fase le formazioni, cui si aggiunge la vincitrice della prima fase della Serie B, vengono divise in due gruppi da 6; le prime classificate ottengono la qualificazione alla fase finale. La fase finale prevede un girone all'italiana con 6 club.

## Prima fase
|  | Pos. | Squadra            | Pt | G  | V  | N  | P  | GF | GS | DR  |
|  | ---- | ------------------ | -- | -- | -- | -- | -- | -- | -- | --- |
|  | 1.   | El Nacional        | 30 | 22 | 14 | 2  | 6  | 40 | 25 | +15 |
|  | 2.   | Barcelona SC       | 28 | 22 | 9  | 10 | 3  | 30 | 16 | +14 |
|  | 3.   | Emelec             | 26 | 22 | 9  | 8  | 5  | 27 | 22 | +5  |
|  | 4.   | Deportivo Quito    | 25 | 22 | 10 | 5  | 7  | 26 | 16 | +10 |
|  | 5.   | Macará             | 24 | 22 | 8  | 8  | 6  | 24 | 23 | +1  |
|  | 6.   | LDU Quito          | 21 | 22 | 7  | 7  | 8  | 32 | 27 | +5  |
|  | 6.   | Aucas              | 21 | 22 | 8  | 7  | 7  | 22 | 31 | -9  |
|  | 8.   | Filanbanco         | 19 | 22 | 7  | 5  | 10 | 31 | 33 | -2  |
|  | 8.   | Deportivo Cuenca   | 19 | 22 | 6  | 7  | 9  | 24 | 31 | -7  |
|  | 10.  | LDU Portoviejo     | 18 | 22 | 6  | 6  | 10 | 19 | 31 | -12 |
|  | 11.  | Téc. Universitario | 17 | 22 | 5  | 7  | 10 | 20 | 29 | -9  |
|  | 12.  | Audaz Octubrino    | 14 | 22 | 3  | 8  | 11 | 25 | 36 | -11 |

El Nacional 1 punto bonus; Barcelona 1; Emelec 0,5; Deportivo Quito 0,5. LDU Portoviejo -0,5 punti; Técnico Universitario -0,5. Aucas penalizzato di 2 punti.

## Seconda fase
Delfín promosso in qualità di vincitore della prima fase della Serie B.

### Gruppo 1
|  | Pos. | Squadra          | Pt | G  | V | N | P | GF | GS | DR |
|  | ---- | ---------------- | -- | -- | - | - | - | -- | -- | -- |
|  | 1.   | Macará           | 11 | 10 | 4 | 3 | 3 | 19 | 13 | +6 |
|  | 1.   | Aucas            | 11 | 10 | 4 | 3 | 3 | 17 | 15 | +2 |
|  | 1.   | Delfín           | 11 | 10 | 5 | 1 | 4 | 12 | 14 | -2 |
|  | 4.   | El Nacional      | 10 | 10 | 3 | 4 | 3 | 12 | 9  | +3 |
|  | 5.   | Emelec           | 9  | 10 | 4 | 1 | 5 | 11 | 15 | -4 |
|  | 6.   | Deportivo Cuenca | 8  | 10 | 4 | 0 | 6 | 11 | 17 | -6 |

Macará 0,5 punti bonus.

### Gruppo 2
|  | Pos. | Squadra            | Pt | G  | V | N | P | GF | GS | DR  |
|  | ---- | ------------------ | -- | -- | - | - | - | -- | -- | --- |
|  | 1.   | Filanbanco         | 13 | 10 | 6 | 1 | 3 | 21 | 14 | +7  |
|  | 2.   | LDU Quito          | 12 | 10 | 4 | 4 | 2 | 10 | 8  | +2  |
|  | 3.   | Deportivo Quito    | 11 | 10 | 4 | 3 | 3 | 20 | 8  | +12 |
|  | 3.   | Barcelona SC       | 10 | 10 | 3 | 4 | 3 | 9  | 11 | -2  |
|  | 5.   | Téc. Universitario | 8  | 10 | 1 | 6 | 3 | 8  | 14 | -6  |
|  | 6.   | LDU Portoviejo     | 6  | 10 | 1 | 4 | 5 | 8  | 21 | -13 |

Filanbanco 0,5 punti bonus. LDU Portoviejo -0,5 punti.

## Fase finale

### Girone per la retrocessione
LDU Portoviejo -1 punto; Técnico Universitario -0,5.

|  | Pos. | Squadra            | Pt  | G | V | N | P | GF | GS | DR |
|  | ---- | ------------------ | --- | - | - | - | - | -- | -- | -- |
|  | 1.   | Aucas              | 9   | 6 | 4 | 1 | 1 | 12 | 6  | +6 |
|  | 2.   | Téc. Universitario | 5,5 | 6 | 2 | 2 | 2 | 9  | 8  | +1 |
|  | 3.   | Deportivo Cuenca   | 4   | 6 | 2 | 0 | 4 | 7  | 7  | 0  |
|  | 3.   | LDU Portoviejo     | 4   | 6 | 2 | 1 | 3 | 5  | 12 | -7 |

### Girone per il titolo
Punti bonus: Barcelona 1; El Nacional 1; Deportivo Quito 0,5; Emelec 0,5; Filanbanco 0,5; Macará 0,5.

|                    | Pos. | Squadra         | Pt   | G  | V | N | P | GF | GS | DR |
| ------------------ | ---- | --------------- | ---- | -- | - | - | - | -- | -- | -- |
| Ecuador (bandiera) | 1.   | Barcelona SC    | 14   | 10 | 5 | 3 | 2 | 15 | 9  | +6 |
|                    | 2.   | Emelec          | 13,5 | 10 | 6 | 1 | 3 | 17 | 15 | +2 |
|                    | 3.   | Deportivo Quito | 12,5 | 10 | 5 | 2 | 3 | 12 | 10 | +2 |
|                    | 4.   | El Nacional     | 10   | 10 | 3 | 3 | 4 | 17 | 18 | -1 |
|                    | 5.   | Macará          | 7,5  | 10 | 2 | 3 | 5 | 10 | 18 | -8 |
|                    | 6.   | Filanbanco      | 6,5  | 10 | 1 | 4 | 5 | 12 | 18 | -6 |

## Verdetti
- Barcelona campione nazionale
- Barcelona ed Emelec in Coppa Libertadores 1990
- Audaz Octubrino e LDU Portoviejo retrocessi.

## Classifica marcatori
| Gol |  |  | Giocatore              | Squadra         |
| --- |  |  | ---------------------- | --------------- |
| 23  |  |  | Ermen Benítez          | El Nacional     |
| 14  |  |  | Geovanny Mera          | Macará          |
| 13  |  |  | Jânio Pinto            | Barcelona SC    |
| 16  |  |  | José Moreno            | El Nacional     |
| 12  |  |  | Raúl Avilés            | Emelec          |
| 12  |  |  | Juan Martín Caballero  | Aucas           |
| 12  |  |  | Enrique Peralta        | Aucas           |
| 11  |  |  | Juan Carlos De Lima    | Emelec          |
| 11  |  |  | Carlos Alberto Mendoza | Deportivo Quito |
| 11  |  |  | Marcelo Gutiérrez      | Deportivo Quito |
| 11  |  |  | Luis Alberto Acosta    | Filanbanco      |
| 11  |  |  | Pedro Muñoz            | Filanbanco      |
| 11  |  |  | Washington Ayrez       | Macará          |